# The Black
The Black är ett svenskt black metal-band från Eskilstuna, bildat 1991. Låttexterna handlar bland annat om mörker, ondska, döden och satanism. Under bandets tidiga år var Jon Nödtveidt (med pseudonymen "Rietas") sångare.

## Medlemmar
- Andreas Jonsson – basgitarr
- The Black (Make Pesonen) – keyboard, trummor (1992–?)
- D. Forn Bragman – sång, gitarr

### Tidigare medlemmar
- Leviathan (Marcus Pedersén) – basgitarr (1992–?)
- Black Demon – gitarr (1992–?)
- Rietas (Jon Nödtveidt) – gitarr, sång, keyboard (1992–1993)

## Diskografi
Studioalbum
- The Priest of Satan (1994)
- Alongside Death (2008)

Demoer
- Black Blood (1992)